# Forræderi
Forræderi betegner bedrag eller svigt, særligt handlinger som er rettet mod statens sikkerhed eller selvstændighed. En person der udfører sådan en handling, kaldes for en forræder.
Det skelnes ofte mellem højforræderi, landsforræderi og krigsforræderi. Højforræderi er forbrydelser mod statsforfatning og statsoverhovedet. Landsforræderi er forbrydelser mod statens selvstændighed og sikkerhed. Krigsforræderi er at yde fjenden bistand i krig.